# Setrvat v pravdě Kristově
Kniha Setrvat v pravdě Kristově je sborník textů na téma manželství a možnosti přijímání Eucharistie rozvedenými a znovu sezdanými věřícími. Jedná se o reakci na knihu kardinála Waltera Kaspera Evangelium o rodině, ve které navrhuje změny v dosavadní církevní praxi v těchto otázkách. Jde rovněž o příspěvek k Synodě o rodině. Vzhledem k osobnostem autorů statí se knize Setrvat v pravdě Kristově říká také "Kniha pěti kardinálů".

## Okolnosti vzniku knihy
V únoru roku 2014 přednesl kardinál Walter Kasper během konzistoře ve Vatikánu promluvu, která byla posléze vydána knižně pod názvem Evangelium o rodině. Kasper zde navrhuje změnu dosavadní církevní praxe, která rozvedeným kteří uzavřeli nové civilní manželství neumožňuje přijímání Eucharistie a tím pádem plnou účast na životě katolické církve. O tomto tématu se jednalo na mimořádném zasedání Synody o rodině na podzim roku 2014 a dále bylo o tématu jednáno na řádném zasedání v říjnu 2015. V reakci na Kasperův text byl vydán sborník, který dostal název Setrvat v pravdě Kristově. V knize je přímo uvedeno, že nejde ani tak o polemiku, jako spíše o příspěvek k vzájemné diskusi. Kardinál Kasper nicméně na publikaci sborníku reagoval roztrpčeně a v rozhovoru pro web Vatican Insider přirovnal zamítavou reakci na své názory ze strany autorů k odporu vůči samotnému papeži.

## Obsah sborníku
Sborník obsahuje texty devítí autorů. Kardinálů Gerharda Ludwiga Müllera, Carla Caffarry, Velasia de Paolise, Waltera Brandmüllera a Raymonda Lea Burkeho (v souvislosti se Synodou o rodině považovaného za jakousi hlavu konzervativní části kardinálského sboru) a dalších čtyř teologů: slovenského řeckokatolického arcibiskupa Cyrila Vasiľa, jezuity Paula Mankowského, Johna Rista a augustiniána Roberta Dodara, který je zároveň editorem sborníku.

### Struktura českého vydání
Po úvodních předmluvách, jejichž autory jsou olomoucký arcibiskup a metropolita Moravy Jan Graubner a kněz a církevní právník Stanislav Přibyl následuje text editora, Roberta Dodara, který ve stručnosti shrnuje argumenty pro zachování současné církevní praxe na základě textu Písma svatého, patristiky a církevních zvyklostí v průběhu dějin. Následuje stať Paula Mankowského, který rozebírá biblické podklady poněkud podrobněji než Dodaro a všímá si dobových kontextů toho, co je popsáno v Bibli. Následuje text Johna M. Rista Rozvod a nový sňatek v prvotní církvi: Několik historických a kulturních úvah. Další stať, jejímž autorem je Mons. Cyril Vasiľ srovnává katolický a pravoslavný pohled na manželství a rozvod (pravoslavnou praxí argumentoval Kasper při svém návrhu změn). Následuje text kardinála Brandmüllera, pojednávající o nerozlučitelnosti manželství ve středověku a v nauce Tridentského koncilu. Poté sborník pokračuje statí Svědectví o síle milosti: Nerozlučitelnost manželství a diskuse o civilně znovusezdaných a svátostech od kardinála Müllera. Tento autor v závěrečné části svého textu rozvijí svou argumentaci na podkladě textů Benedikta XVI. z nedávné doby. Stať kardinála Caffarry pojednává o svátostné ontologii a nerozlučitelnosti manželství. Následuje text kardinála De Paolise o možnosti pokání pro civilně znovusezdané, která přináší argumenty z Kodexu kanonického práva, následně podrobněji rozebírá návrhy kardinála Kaspera a v závěru pojednává o pastoračním hledisku a nesprávně chápané otázce milosrdenství (milosrdenství se nesmí chápat jako tolerance k tomu, co je objektivně zlé). De Paolis zde výslovně konstatuje: "Pokusil jsem se porozumět Kasperově argumentaci. Nakolik jsem toho byl schopen, nenalezl jsem žádný platný argument." Poslední statí, jejímž autorem je kardinál Burke, je Proces ve věci prohlášení kanonické neplatnosti manželství jako hledání pravdy. Zde popisuje proces církevní anulace manželství (nejde o rozvod platného manželství, ale o prohlášení manželství za od začátku neplatné na základě přesně definovaných "vad") jako snahu o dobrání se skutečného stavu věci. Přibližuje strukturu takového soudu a uzavírá, že soud musí vydat rozhodnutí odpovídající objektivní pravdě a nikoliv lidským přáním. Stať zakončuje citací slov Jana Pavla II.: "Platné manželství, a to i manželství poznamenané vážnými problémy, nemůže být pokládáno za neplatné, aniž by se spáchalo násilí na pravdě."
České vydání sborníku uzavírá příloha, obsahující výtahy ze zásadních církevních dokumentů, majících vztah k probíraným tématům. Jde například o konstituci Gaudium et Spes Druhého vatikánského koncilu, apoštolskou exhortaci Benedikta XVI., Sacramentum caritatis z roku 2007, či výňatky z encykliky Lumen fidei a exhortace Evangelii gaudium - obé od papeže Františka.